# Comunismo cristiano
Il comunismo cristiano (spesso eccepito come marxismo cristiano) può essere visto come una forma radicale e rivoluzionaria di socialismo cristiano.

## Descrizione
I comunisti cristiani potrebbero o non potrebbero convenire con varie tesi del marxismo. Generalmente non concordano con le opinioni antireligiose tenute dai marxisti secolari, ma sono d'accordo con molti degli aspetti economici ed esistenziali della teoria marxista, come l'idea che il capitalismo sfrutti la classe operaia estraendo il plusvalore da parte dei lavoratori sotto forma di profitti e che il lavoro salariato è uno strumento di alienazione umana che promuove un'autorità arbitraria e ingiusta. Il comunismo cristiano, come il marxismo, sostiene, inoltre, che il capitalismo incoraggia gli aspetti negativi della natura umana, soppiantando i valori come la misericordia, la bontà, la giustizia e la compassione in favore dell'avidità, dell'egoismo e dell'ambizione cieca.
I cristiani comunisti condividono anche alcuni degli obiettivi politici dei marxisti, per esempio la sostituzione del capitalismo con il socialismo, che a sua volta dovrebbe 
essere seguita dal comunismo in un momento successivo. Tuttavia, i comunisti cristiani a volte dissentono con i marxisti (e in particolare con i leninisti) sul modo in cui dovrebbe essere organizzata una società socialista o comunista. In generale, il comunismo cristiano si è evoluto indipendentemente dal marxismo e i comunisti più cristiani condividono le conclusioni, ma non le premesse sottostanti del marxismo.

### Simbolismo
Il simbolismo comunista cristiano è fondamentalmente lo stesso del marxismo, anche se ci sono stati simboli non ufficiali che indicano con precisione la connessione tra il cristianesimo ed il comunismo.
Falce, Martello e Croce - questo simbolo è il più identificativo del comunismo cristiano. Esso mostra la falce e il martello classici con una barra diagonale attraverso la presa del martello, formando così una croce.
Ichthys rosso – questo simbolo sta guadagnando popolarità, anche se non è così popolare come il simbolo di cui si è parlato sopra. Esso mostra un Ichthys nel mezzo di una bandiera rossa, un simbolo comunemente usato nel comunismo.
Chi-Rho rosso – questo simbolo è fondamentalmente identico all'Ichthys rosso, tuttavia ha un Chi-Rho in campo rosso, piuttosto che un Ichthys.

### Il comunismo cristiano delle riduzioni gesuitiche del Paraguay
Si può vedere una prima realizzazione del comunismo cristiano nelle riduzioni gesuitiche in Sudamerica tra il 1609 e il 1760. Gioberti nel suo libro "Del primato morale e civile degli Italiani" mostra come una società radicata nei valori che ispirano il Comunismo d'Amore cristiano, quale quella delle Riduzioni del "Regno dei Gesuiti" nel Paraguay del XVII e del XVIII secolo, sia in grado di produrre civiltà di alto livello umano e civile. Gioberti si sofferma anche sul fatto che i "philosophes", cioè gli Illuministi i cui rappresentanti nei governi portoghese e spagnolo sono stati i primi responsabili della distruzione del Regno dei Gesuiti verso il 1760, non siano riusciti a produrre in nessun luogo un avanzamento della civiltà:
"Le accuse fatte contro i Gesuiti per questa parte sono tanto più singolari e piacevoli, che i filosofi, da cui esse muovono, non hanno mai saputo incivilire una famiglia, o una tribù, non che una nazione e una stirpe, e oggi che le missioni sono sbandite dalla civiltà moderna, i superbi posseduti di questa, non che ingentilire le nazioni rozze ed incolte, o le trascurano affatto, come nell'india, o crudelmente le estinguono, come in parte d'America, dove gli uomini si vantano di squisita libertà e cultura".
Il Comunismo d'Amore dei Gesuiti, partendo dall'esempio della Comunità Apostolica, creò in Paraguay e altrove delle comunità autogestite, in cui la proprietà era sociale. L'autogestione comunitarista consentì la piena partecipazione degli indios Guaranì alla vita della comunità e condusse quelle popolazioni ad un alto livello di sviluppo in breve tempo. 
Gioberti fa infine notare che i seguaci illuministi della Rivoluzione Americana, in nome di una fraintesa laicità e del "progresso", stavano distruggendo e conducendo all'estinzione le popolazioni dei pellerossa in Nord America.
In Italia, invece, l'eroe risorgimentale Pasquale Paoli diede rifugio ed ospitalità in Corsica ai Gesuiti in fuga dal Paraguay, successivamente cacciati dagli invasori francesi.

## Storia
Il comunismo cristiano si basava sul concetto di koinonia, che significa vita comune o condivisa, non era una dottrina economica ma un'espressione dell'amore agape. Era la condivisione volontaria dei beni tra la comunità. Atti 4:35 registra che nella chiesa paleocristiana di Gerusalemme "[nessuno] sosteneva che qualcuno dei loro possedimenti fosse proprio, ma condivideva tutto in comune". Il modello ha aiutato i primi cristiani a sopravvivere dopo l'assedio di Gerusalemme ed è stato preso sul serio per diversi secoli. Anche se in seguito è scomparso dalla storia della chiesa, è rimasto all'interno del monachesimo ed è stato un importante fattore di supporto nell'ascesa del feudalesimo. Questo ideale è tornato nel XIX secolo con la rinascita del monachesimo e l'ascesa di movimenti religiosi che volevano far rivivere il primo egualitarismo cristiano. Poiché furono accusati di ateismo a causa della sua associazione con il marxismo, preferirono il comunalismo per descrivere il loro comunismo cristiano.

### Padri della Chiesa
I primi Padri della Chiesa, come i loro predecessori religiosi non abramitici, sostenevano che la società umana era declinata al suo stato attuale da un ordine sociale egualitario ormai perduto. Diversi storici vedono la Chiesa paleocristiana, come descritta negli Atti degli Apostoli (in particolare il riferimento omnia sunt communia in Atti 2:44-45 e Atti 4:32-35), come una prima forma di comunismo. Tra i comunisti cristiani, il punto di vista è che il comunismo era solo il cristianesimo in pratica e Gesù era un comunista. Gli storici successivi nel corso di diversi secoli hanno sostenuto la lettura delle comunità della chiesa primitiva come di struttura comunista.

### Alto Medioevo europeo

Cacciata dei mercanti dal Tempio, El Greco, 1568-1570 circa.

Dall'alto medioevo in Europa, vari gruppi che sostenevano le idee comuniste cristiane e comunaliste rurali furono occasionalmente adottati dalle sette cristiane riformiste. Un gruppo proto-protestante dell'inizio del XII secolo originario di Lione, noto come i Valdesi, deteneva le loro proprietà in comune secondo il Libro degli Atti, ma fu perseguitato dalla Chiesa cattolica e si ritirò in Piemonte.
Intorno al 1300, i Fratelli Apostolici nel nord Italia furono rilevati da Fra Dolcino, che formò una setta nota come i Dolciniani, che sosteneva la fine del feudalesimo, lo scioglimento delle gerarchie nella chiesa e il possesso di tutte le proprietà in comune. La rivolta dei contadini in Inghilterra è stata un'ispirazione per "l'ideale medievale del comunismo primitivo", con il sacerdote John Ball della rivolta che è stato una figura ispiratrice per i successivi rivoluzionari, e che avrebbe dichiarato che "le cose non possono andrà bene in Inghilterra, né lo farà mai, finché tutti i beni non saranno tenuti in comune."

### Rinascimento
Nel XVI secolo, lo scrittore inglese Tommaso Moro, venerato nella Chiesa cattolica come santo, nel suo trattato Utopia descrisse una società basata sulla proprietà comune della proprietà, i cui leader la amministravano attraverso l'applicazione della ragione.

### Riforma e prima modernità
Diversi gruppi della guerra civile inglese sostenevano questa idea, in particolare i Diggers di Gerrard Winstanley, che sposavano chiari ideali comunisti e agrari. L'atteggiamento di Oliver Cromwell e dei Grandi nei confronti di questi gruppi era nel migliore dei casi ambivalente e spesso ostile. Thomas Müntzer guidò un grande movimento comunista anabattista durante la guerra dei contadini tedeschi del XVI secolo, che Friedrich Engels analizzò in The Peasant War in Germany.
Gli Hutteriti credevano nella stretta aderenza ai principi biblici e alla disciplina della chiesa e praticavano una forma di comunismo. Nelle parole degli storici Max Stanton e Rod Janzen, gli Hutteriti "stabilirono nelle loro comunità un rigoroso sistema di Ordnungen, che erano codici di regole e regolamenti che governavano tutti gli aspetti della vita e assicuravano una prospettiva unificata. Come sistema economico, il comunismo cristiano era attraente per molti dei contadini che sostenevano la rivoluzione sociale nell'Europa centrale del XVI secolo", come la guerra dei contadini tedeschi, ed Engels giunse a considerare gli anabattisti come proto-comunisti.

### Inizio dell'Età dell'Illuminismo
La critica all'idea di proprietà privata continuò nell'era illuminista del XVIII secolo attraverso pensatori come il profondamente religioso Jean-Jacques Rousseau. Cresciuto calvinista, Rousseau fu influenzato dal movimento giansenista all'interno della Chiesa cattolica. Il movimento giansenista ebbe origine dai vescovi cattolici romani più ortodossi che tentarono di riformare la Chiesa cattolica nel XVII secolo per fermare la secolarizzazione e il protestantesimo. Uno dei principali obiettivi giansenisti era la democratizzazione per fermare la corruzione aristocratica al vertice della gerarchia ecclesiastica.

### Periodo tardo moderno
Nell'Europa cristiana, si credeva che i comunisti avessero adottato l'ateismo. Nell'Inghilterra protestante, il comunismo era troppo vicino al rito della comunione cattolica, quindi socialista era il termine preferito. Friedrich Engels sosteneva che nel 1848, quando fu pubblicato il Manifesto del Partito Comunista, il socialismo era rispettabile in Europa mentre il comunismo no. Gli insegnamenti di Gesù sono spesso descritti come socialisti, specialmente dai socialisti cristiani, come Terry Eagleton. Gli Oweniti in Inghilterra e i Fourieristi in Francia erano considerati socialisti rispettabili, mentre i movimenti della classe operaia che "proclamavano la necessità di un cambiamento sociale totale" si definivano comunisti. Questo ramo del socialismo ha prodotto il lavoro comunista di Étienne Cabet in Francia e Wilhelm Weitling in Germania.
Nei primi anni del movimento mormone, Joseph Smith promosse la legge della consacrazione e il concetto di Ordine Unito (uno dei numerosi programmi collettivisti della chiesa del XIX secolo). Oggi, alcuni gruppi fondamentalisti mormoni applicano ancora questo principio. Il socialismo cristiano è stato uno dei fili conduttori del partito laburista nel Regno Unito e si dice che inizi con la rivolta di John Ball e Wat Tyler nel XIV secolo.
Pehr Götrek ha tradotto il Manifesto del Partito Comunista in svedese lo stesso anno in cui è stato pubblicato in tedesco. Ha apportato modifiche in esso dalla sua influenza cristiana, come cambiare l'ormai famosa citazione, Proletari di tutti i paesi, unitevi! a Folkets röst, guds röst! (Vox populi, vox Dei, o "La voce del popolo è la voce di Dio"). Ha anche scritto diverse opere che criticano la società capitalista in via di sviluppo da una prospettiva cristiana. Igal Halfin dell'Università di Tel Aviv sostiene che l'ethos marxista che mira all'unità riflette l'insegnamento universalista cristiano che l'umanità è una e che esiste un solo dio che non discrimina tra le persone.

#### Cina
I partecipanti alla ribellione del Regno Celeste di Taiping, un regno teocratico sincretico cristiano- scenico, sono visti dal Partito Comunista Cinese come proto-comunisti. Soong Ching-ling, metodista, fu riconosciuta in Cina con il titolo di presidente onorario della Repubblica popolare cinese.

## Base
I comunisti cristiani tipicamente considerano i testi biblici in Atti 2 e Atti 4 come prova che i primi cristiani vivevano in una società comunista. Gli studiosi generalmente concordano sul fatto che gli Atti degli Apostoli e il Vangelo di Luca siano stati scritti dalla stessa persona. In Luca 12:33, Gesù comanda ai suoi discepoli di vendere ciò che hanno e fare l'elemosina, e in Luca 14:33 dice che nessuno può essere suo discepolo se non ha abbandonato tutti i suoi averi. Gli storici generalmente confermano l'opinione che una forma di comunismo fu insegnata da Gesù e praticata dagli apostoli. 
"Tutti i credenti stavano insieme e avevano ogni cosa in comune; vendevano i loro averi e beni e ne distribuivano il ricavato a tutti, secondo il bisogno di ciascuno.... Ora l'intero gruppo di coloro che credevano erano di un cuore e di un'anima sola, e nessuno rivendicava la proprietà privata di alcun bene, ma tutto ciò che possedevano era tenuto in comune... Non c'era tra loro un bisognoso, perché quanti possedevano terreni o case li vendevano e portavano il ricavato di ciò che veniva venduto. Lo deposero ai piedi degli apostoli e fu distribuito a ciascuno secondo il bisogno". Atti 2:44–45, Atti 4:32–35

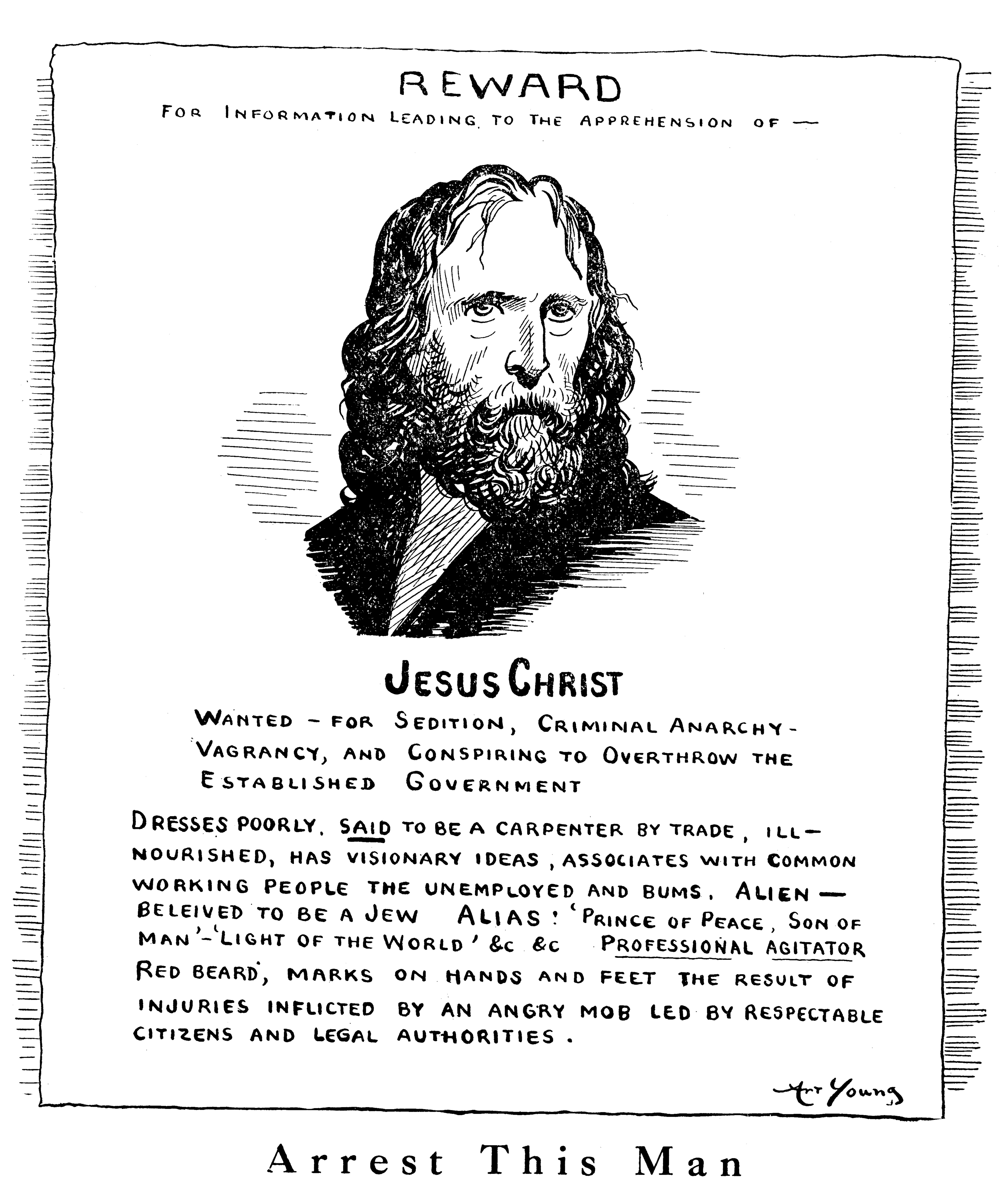
The Masses, vignetta politica del 1917 del fumettista socialista Art Young

Tra quegli storici che sostengono la visione comunista cristiana, Montero offre prove antropologiche che le pratiche raccontate in Atti 4:32-35 erano storiche e furono praticate ampiamente e prese sul serio durante almeno i primi due secoli del cristianesimo. Altre prove bibliche di sistemi di credenze anticapitalistiche includono Matteo 6:24, che diceva: "Nessuno può servire due padroni, perché o odierà l’uno e amerà l’altro, oppure si affezionerà all’uno e disprezzerà l’altro. Non potete servire Dio e la ricchezza.". Lo slogan "Ciascuno secondo le sue capacità" ha origini bibliche. Atti 11:29 afferma: "Allora i discepoli, ciascuno secondo le proprie possibilità, decisero di mandare una sovvenzione ai fratelli che abitavano in Giudea". Inoltre, la frase "A ciascuno secondo i suoi bisogni" ha una base biblica in Atti 4:35, che dice "...e lo deponevano ai piedi degli apostoli; e poi veniva distribuito a ciascuno secondo il bisogno.".
Vari autori, tra cui Thomas Wharton Collens, José Porfirio Miranda, e José Míguez Bonino, descrivono fonti bibliche a sostegno di una società di proprietà comune. Bonino scriveva: "È del tutto assurdo rileggere oggi la resurrezione come morte dei monopoli, liberazione dalla fame o proprietà solidale?" Bonino e Miranda si oppongono alla convinzione che "la Scrittura abbia vari significati", che a loro avviso consentono ai teologi conservatori occidentali "di impedire alla Bibbia di rivelare il suo proprio messaggio sovversivo", e che "usano il testo biblico... per difendere lo status quo di una situazione pre-rivoluzionaria", come riassunto da Andrew Kirk. Miranda ha detto: "Non sto presentando la Bibbia a Marx.... Desidero solo capire cosa dice la Bibbia.... Vogliamo prendere sul serio la Bibbia."
Il comunismo cristiano non dipende semplicemente dai principi dei primi apostoli, ei comunisti cristiani sostengono che gli ideali anticapitalisti sono profondamente radicati nella fede cristiana. Sebbene il capitalismo moderno non si fosse ancora formato al tempo di Gesù, il suo messaggio era in modo schiacciante contro l'amore per il denaro e l'avidità ea sostegno dei poveri. I comunisti cristiani vedono i principi di Cristo come fermamente anticapitalisti in natura. Poiché «Infatti l'amore del denaro è radice di ogni specie di mali» (1 Timoteo 6,10), sembra naturale che i cristiani si oppongano a un sistema sociale fondato – come sostengono i comunisti cristiani – interamente sull'avidità del denaro. Il capitalismo è fortemente basato sulla riscossione dell'usura, condannato per secoli dalla Chiesa sulla base di numerose scritture. L'opposizione cristiana all'emergere di un tale sistema basato sugli interessi ha in gran parte ritardato lo sviluppo capitalista e il capitalismo non ha raccolto il sostegno popolare fino a quando Giovanni Calvino non ha approvato la pratica capitalista da una prospettiva religiosa.

## Accoglienza e polemiche
Sia il comunismo cristiano che la teologia della liberazione sottolineano l'ortoprassi nel cristianesimo rispetto all'ortodossia. Una narrazione della natura delle lotte sociali contemporanee viene sviluppata attraverso l'analisi materialista utilizzando concetti storiografici sviluppati da Marx. Un esempio concreto è il movimento senza terra paraguaiano Sin Tierra, che si impegna in espropri diretti di terra e nella creazione di cooperative agricole socializzate negli asentamientos. Il contemporaneo Sin Tierra paraguaiano opera in modo molto simile a quello dei Diggers dell'era della riforma. Per Camilo Torres Restrepo, il fondatore di un gruppo di guerriglieri colombiani, l'Esercito di liberazione nazionale, sviluppare questa ortoprassi significava celebrare l'Eucaristia cattolica solo tra coloro che erano impegnati nella lotta armata contro l'esercito dello stato colombiano mentre combattevano accanto a loro. In Australia, l'accademico Roland Boer ha tentato di sintetizzare calvinismo e marxismo.
In un sermone del settembre 1962, Martin Luther King Jr., un socialista democratico e sostenitore del vangelo sociale, disse che "nessun cristiano può essere comunista".
La teologia di Papa Francesco è stata descritta come critica nei confronti del capitalismo, e Papa Francesco è stato considerato avere una certa simpatia per le cause socialiste, con le sue frequenti critiche al capitalismo e al neoliberismo. Nel 2016 Francesco ha affermato che l'economia mondiale è "fondamentale terrorismo, contro tutta l'umanità". Alla domanda se sia o meno comunista, Francesco risponde: "Quanto a se io sia comunista o no: sono sicuro di non aver detto altro che quello che insegna la dottrina sociale della Chiesa... forse si è data l'impressione di essere un po' più 'di sinistra', ma sarebbe un'interpretazione errata". Nel 2013 ha detto: "L'ideologia del marxismo è sbagliata. Ma nella mia vita ho incontrato molti marxisti che sono brave persone, quindi non mi sento offeso". Quando gli è stato chiesto di essere stato etichettato come leninista da un post su The Economist nel 2014, Francis ha detto: "I comunisti hanno rubato la nostra bandiera. La bandiera dei poveri è cristiana. La povertà è al centro del Vangelo". Ha aggiunto che il comunismo è arrivato "venti secoli dopo".

## Relazione con il marxismo
I comunisti cristiani possono o meno essere d'accordo con varie parti del marxismo, come ad esempio sul modo in cui dovrebbe essere organizzata una società socialista o comunista. I comunisti cristiani condividono anche alcuni degli obiettivi politici dei marxisti, ad esempio sostituire il capitalismo con il socialismo, che dovrebbe a sua volta essere seguito dal comunismo in un secondo momento nel futuro. Il giovane Louis Althusser e Denys Turner sono tra i filosofi cristiani o influenzati dal cristianesimo che hanno affermato la coerenza tra cristianesimo e marxismo. Althusser disse: "Sono diventato comunista perché ero cattolico. Non ho cambiato religione, ma sono rimasto profondamente cattolico. Non vado in chiesa ma questo non ha importanza; non chiedi alle persone di andare in chiesa. Io sono rimasto cattolico, cioè universalista internazionalista. Pensavo che all'interno del Partito Comunista ci fossero mezzi più adeguati per realizzare la fraternità universale".
Roland Boer, figlio di un ministro presbiteriano, ha detto: "C'è una tradizione all'interno del marxismo di impegno con la religione che di solito è caratterizzata come atea e disinteressata, ma io sostengo che c'è un flusso continuo di importanti figure marxiste che hanno scritto su questioni di religione e si è impegnato specificamente con la Bibbia o con il dibattito teologico. Alcuni sostengono che il marxismo abbia preso in prestito le sue idee principali dal cristianesimo e dall'ebraismo e le abbia ricostruite come ideologia secolare, ma penso che sia estremamente semplicistico: la relazione è molto più complessa". Riguardo alla famosa citazione di Karl Marx secondo cui la religione è "l'oppio dei popoli", egli sostiene che sia stata in gran parte fraintesa, e che a quel tempo l'oppio era sia apprezzato che denunciato per le sue qualità medicinali e il suo potenziale di dipendenza. Ha detto: "Quell'ambivalenza sulla religione è davvero ciò che è incarnato nella metafora di Marx, piuttosto che l'idea che sia solo una droga che offusca i sensi e ti fa dimenticare la tua sofferenza". A proposito del comunismo cristiano, ha detto: "La tradizione comunista cristiana è ciò che mi interessa veramente e mi tiene coinvolto con la religione. Sono affascinato dalla dimensione radicale e rivoluzionaria del cristianesimo".